# Harro Schulze-Boysen
Pour les articles homonymes, voir Schulze et Boysen.
Harro Schulze-Boysen, né à Kiel le 2 septembre 1909, et mort à Plötzensee à Berlin le 22 décembre 1942, est un publiciste allemand, officier de la Luftwaffe pendant la Seconde Guerre mondiale et héros de la résistance allemande contre le nazisme. Il est exécuté par les nazis.

## Biographie

### Jeunesse
Harro Schulze-Boysen nait dans une famille d'officiers, fils d'Erich Schulze, un officier décoré de la marine de guerre, et apparenté à l'amiral Alfred von Tirpitz, le fondateur de la marine allemande. Sa mère est Luise Boysen.
À Berlin, Harro Schulze-Boysen fréquente l'école primaire à partir de 1913 et plus tard le Lycée Heinrich-von-Kleist dans le quartier de Schmargendorf. À partir de 1920, il passe régulièrement les vacances d'été avec ses amis, la famille Hasselrot, à Gripnas, en Suède. En 1922, son père est muté à Duisbourg et ils déménagent à l'automne. Élève au Lycée Steinbart de Duisbourg, il participe à la lutte clandestine contre l'occupation française de la Ruhr en 1923, et est à ce titre temporairement emprisonné par les forces d'occupation. Afin de l'écarter du danger politique, ses parents organisent un séjour un peu plus long en Suède. Il est envoyé en Angleterre en 1926, où il constate que l'image de l'Angleterre dessinée en Allemagne correspond très peu aux constatations qu'il fait sur place.
En 1927, il écrit son premier grand article de journal sur un scandale à Duisbourg concernant l'installation de la sculpture "Kniende" de Wilhelm Lehmbruck. À l'occasion du 80e anniversaire du président du Reich Paul von Hindenburg, il prononce un discours commémoratif dans son école. Son engagement politique au lycée est ressenti comme inhabituellement intense. Il passe son baccalauréat avec une mention "bien". Sa maîtrise de l'expression écrite et orale est particulièrement soulignée. À l'époque, son attitude est en accord avec les valeurs bourgeoises et les traditions familiales. Désormais, il apparaît en public et dans des déclarations écrites sous le double nom de Schulze-Boysen, en utilisant le nom de jeune fille de sa mère.
Après avoir obtenu son diplôme d'études secondaires en 1928, il commence des études de droit et de sciences politiques à l'Université Albert-Ludwigs de Fribourg en avril. En même temps, il adhère à l'Ordre national-libéral des jeunes Allemands qui l'influence fortement idéologiquement. Le but de cette association est de faire revivre la « camaraderie des tranchées de la Première Guerre mondiale » comme modèle d'une « communauté nationale » à développer. Il rejette toute forme de dictature, qu'elle soit de gauche ou de droite. À la même époque il adhère à une association d'escrime à lames ouvertes, la mensur Albingia Freiburg im Miltenberger Ring. À l'été 1929, il suit des cours au club de sports militaires "Hansa" à Neustadt. En novembre, il s'inscrit à l'Université Friedrich-Wilhelm de Berlin pour poursuivre ses études de droit. Il rejoint l'Union internationale des étudiants. Au cours de cette période, il s'intéresse de manière intensive à l'idéologie du national-socialisme et recherche les raisons du succès soudain du NSDAP aux élections du Reichstag. Il étudie le programme du NSDAP et lit Mein Kampf à la recherche de réponses. Il lui devient clair que, si le NSDAP gagne davantage de voix, cela conduira à une aggravation et une polarisation encore plus prononcées dans la société. En 1930, il soutient le groupe intellectuel Volksnationale Reichsvereinigung, dirigé par Artur Mahraun.

### Carrière en tant que publiciste
En juillet 1931, lors d'un séjour en France, Harro Schulze-Boysen rencontre des intellectuels français associés à la revue Plans, sous l'influence desquels il s'oriente désormais politiquement vers la gauche. De plus en plus, il s'éloigne des vues du Jeune Ordre allemand. Et il s'est rendu compte que la lutte quotidienne en Allemagne devait avant tout être dirigée contre la montée de tout ce qui était réactionnaire. En 1932/1933, sur le modèle de Plans, il publie la revue Der Adversaire, qui est rétablie par Franz Jung en 1931, chez qui, entre autres , Ernst Fuhrmann, Raoul Hausmann, Ernst von Salomon, Adrien Turel et Karl Korsch ont collaboré. L'objectif poursuivi était de construire un front uni de la jeunesse contre "l'esprit libéral et capitaliste" en Europe. Pour les Français, Harro Schulze-Boysen était l'acteur de l'Allemagne dans ce domaine.
Il a essayé avec le "cercle adverse", qui comprenait également Robert Jungk, Erwin Gehrts, Kurt Schumacher et Gisella von Poellnitz, dans l'objectif de développer un mouvement de jeunesse allemand indépendant et commence à organiser des « soirées opposantes » dans les cafés berlinois. « Il n'y avait guère de groupe de jeunesse d'opposition avec lequel il n'ait pas gardé contact. » Fin 1931, il s'absente de ses études parce qu'il est arrivé à la conclusion que le contenu traité ici n'avait rien à voir avec les débats politiques quotidiens. Pour février 1932, Harro Schulze-Boysen organise, en coordination avec ses partenaires français von Plans une rencontre des "Jeunesse d'Europe" à Francfort/Main. Au total, environ 1 000 jeunes ont participé à la réunion et il a formulé les objectifs politiques de la délégation allemande. Compte tenu de la crise en Allemagne, ceux-ci consistaient d'une part en l'abolition du système capitaliste et d'autre part en l'affirmation du rôle propre de l'Allemagne, sans diktats ni ingérences étrangères. Dans sa recherche d'alternatives à l'Europe occidentale en crise, il s'intéresse davantage au système soviétique. Cette tournure des événements a également été influencée par sa déception à l'égard des partis nationaux-conservateurs en Allemagne, qui, selon lui, n'en faisaient pas assez pour lutter contre la montée du Nazisme.

## Activités de résistance au sein de la Luftwaffe
Dans cette situation, la place de formation réservée par son père à Warnemünde à l'école d'aviation allemande est arrivée au bon moment. L'endroit était loin de Berlin, c'était une occasion suffisante pour réfléchir à ce qui s'était passé et pour préparer les étapes dans lesquelles son engagement pourrait consister à l'avenir. Avant même son départ, il conseilla à ses proches de faire le tour de l'Allemagne nazie et d'entrer dans les institutions du régime nazi.
En mai 1933, sa formation de pilote commença à Warnemünde et Harro Schulze-Boysen essaya d'exister dans le système nazi sans renoncer à ses vues précédentes. Il lut des livres auxquels les dirigeants se référaient et essaya de revenir à son travail d'édition avec la prudence requise. Au printemps 1934, une occasion se présenta au contact d'Erich Röth (1895-1971) de l'époque ennemie . Il avait publié le magazine Wille zum Reichet traitant à l'extérieur des questions politico-culturelles, mais avec l'objectif caché de saper le mouvement nazi avec ses propres problèmes. Des soirées de discussion régulières avec les parties intéressées eurent également  lieu. Harro Schulze-Boysen écrivit des éditoriaux et des essais individuels sous un pseudonyme (probablement l'abréviation ER - pour Erich Röth). Il était important pour lui de découvrir quelles étaient les options disponibles pour influencer la nouvelle situation. Parallèlement, à partir du 10 avril 1934, il fut employé comme assistant-stagiaire dans le 5e département « Forces aériennes étrangères » du ministère de l'Aviation du Reich (RLM) près de Berlin. En tant qu'adjudant du chef du renseignement naval, il était chargé d'évaluer la presse étrangère sur les questions d'armement aérien.
Pour se protéger d'une nouvelle persécution, Harro Schulze-Boysen s'est entouré d'un cercle d'amis politiquement inoffensifs. Ici, il a également rencontré Libertas Haas-Heye, 20 ans, connue sous le nom de "Libs", en 1934. Avec elle, il entreprend une visite déguisée en voyage privé en 1935 pour assister à une série de conférences sur les questions juridiques internationales à Genève. Comme le mariage était prévu pour 1936, le nom "Schulze-Boysen" devait obligatoirement être légalisé au préalable. Le 26 juillet 1936, le mariage eut lieu au Schloss Liebenberg à Liebenberg, domaine de ses parents. Il avait dit à son employeur que son voyage de noces à Stockholm était un séjour linguistique et après son retour, il avait rédigé un rapport confidentiel.
Afin de pouvoir se développer davantage dans son nouveau domaine de responsabilité militaire, Harro Schulze-Boysen suivit une formation militaire de base dans la 3e compagnie d'instruction au renseignement aérien, à Halle à partir de janvier 1936. Il est ensuite soldat. Ses supérieurs appréciaient son travail. Pour être soldat, il aurait dû soit justifier d'un diplôme universitaire, soit participer à un exercice de réservistes. Le service des ressources humaines a bloqué cette possibilité car il était enregistré dans les fichiers comme "politiquement peu fiable". En septembre 1936, Hermann Goering a demandé au chef du service du personnel des éléments  contre Schulze-Boysen. Lorsqu'il a reçu la réponse que les activités politiques du "temps système" [Quoi ?] de Weimar étaient conservées il a répondu qu'il fallait "laisser tomber les vieux trucs"[Quoi ?] et l'envoyer à un cours de pilotage. Il a accompli ce cours en novembre dans la Liste sur Sylt et a été par la suite promu au sous-officier dans la réserve. D'autres cours en mai et juillet 1936 suivirent. Entre-temps, pour le compte du ministère de l'Aviation du Reich, il a également été appelé à contribuer à la publication du Mitarbeit am Handbuch der Wehrwissenschaften"" et du magazine Luftwehr.
Lors de sa formation militaire de base à Halle, il apprend que le magazine Wille zum Reich est interdit. Pour Harro Schulze-Boysen, c'était l'occasion de diluer encore plus clairement les contacts existants avec l'extérieur, de sorte que l'appartement dans lequel la famille Schulze-Boysen a emménagé à Berlin Waitzstraße peu après le mariage est devenu de plus en plus un lieu de rencontre populaire pour de nombreuses personnes en contact entre elles, et voulant les entretenir. Un deuxième lieu de rencontre de ce type s'était développé à Liebenberg sur le domaine de ses parents. Naturellement, il y avait aussi beaucoup d'anciens opposants parmi ces personnes. Dans le cercle interne de ces contacts et rencontres, ceux qui échangeaient des informations internes, se forgeaient une opinion sur certains développements du régime nazi ou voulaient collecter de l'argent pour les familles dont les proches avaient été emprisonnés pour des raisons politiques se déplaçaient un peu plus en toute sécurité. Pour sécuriser ces activités couvertes, certaines règles de base en matière de complot ont été convenues. Harro Schulze-Boysen s'appelait "Hans" dans ce cercle.
À l'automne 1937, il est convoqué à la Gestapo pour une comparaison. Un ancien ami de l'adversaire-Kreis, Werner Dissel (1912–2003), avait été emprisonné pour contacts antifascistes. Dans un moment d'inattention, Harro Schulze-Boysen a pu lui glisser une note, signalant que la Gestapo n'avait aucune connaissance des informations échangées entre les deux avant l'arrestation sur les régiments de chars allemands qui avaient été transférés en Espagne. À la fin de l'année, certains membres actifs du cercle interne de Harro Schulze-Boysen ont commencé à organiser des réunions conspiratrices pour leur propre protection. En février 1938, il avait un bref document d'information sur une opération de sabotage planifiée par le contre-espionnage allemand à Barcelone (c'est-à-dire une action de l'état-major spécial W. sous Helmut Wilberg). Une copie devait être envoyée à l'ambassade soviétique à Paris. Gisela von Poellnitz, qui appartenait également au cercle interne, a accepté de déposer un colis avec l'écriture pertinente dans la boîte aux lettres de la mission commerciale soviétique à Berlin. Elle a été observée et arrêtée par la Gestapo. Le résultat fut un interrogatoire et une perquisition à Harro Schulze-Boysen. Aucun fait incriminant n'ayant été découvert à son encontre, la Gestapo s'est contentée de donner un pourboire au ministère de l'Aviation du Reich. L'état-major a interdit une telle ingérence et l'a laissée reposer sur un avertissement. Vers Pâques 1938, la proposition surgit parmi ses amis les plus proches de publier un tract sur la Guerre civile espagnole. L'envoi a eu lieu à environ 100 adresses.
En préparation de l' occupation militaire imminente de la Tchécoslovaquie, après la Pentecôte 1938, le Département des forces aériennes étrangères a organisé un jeu de simulation et peu de temps après, en août, un exercice de combat dans la région de Wildpark-Werder près de Potsdam. La Gestapo s'est également préparée à la guerre imminente et, suivant les instructions de Heinrich Himmler, a mis à jour ses fichiers sur les ennemis potentiels de l'État. Harro Schulze-Boysen a été classé ici en catégorie C en tant qu'ancien rédacteur en chef d'Opposant. Il est donc resté dans le viseur des services de sécurité. Le 20 avril 1939, il est promu lieutenant et rapidement utilisé pour une étude sur la comparaison des armements aériens entre la France, l'Angleterre et l'Allemagne. En 1940, parallèlement à son travail au RLM, il entreprend des études à la faculté internationale de l'Université Friedrich-Wilhelms de Berlin. Vers la fin de ses études, il a dirigé un séminaire d'études étrangères en tant que collègue de Franz Six.
La situation générale en Allemagne, qui s'oriente de plus en plus vers l'état de guerre, ne laisse pas inactifs les acteurs réunis autour de Harro Schulze-Boysen. En octobre 1938, avec Walter Küchenmeister (1897-1943), il rédige un dépliant intitulé La troupe de choc sur la prochaine incorporation des Sudètes. Environ 50 exemplaires ont été distribués sous forme de photocopies. Lorsqu'Elfriede Paul se rendit en Suisse au printemps 1939, il essaya d'entrer en contact avec le ministère des Affaires étrangères du KPD afin qu'ils puissent échanger des informations. En août, il a aidé Rudolf Bergtel , qui s'était évadé du camp de concentration (1897-1981) pour se rendre en Suisse et lui donna des informations sur la production actuelle d'avions et de chars allemands ainsi que sur les plans d'implantation d'une base de sous-marins allemands aux Îles Canaries. Pendant ce temps, il a également eu accès à d'autres cercles de résistance grâce à des contacts et des discussions avec Adam Kuckhoff, Arvid Harnack, Hans Coppi et Heinrich Scheel.
À l'occasion de son 30e anniversaire, le 2 septembre 1939, Harro Schulze-Boysen eut une conversation intensive avec Hugo Buschmann (1899-1983), avec qui il avait accepté de recevoir de la littérature sur la révolution russe, Lénine, Staline et Trotsky. Il était principalement préoccupé par les questions sur les alternatives au système capitaliste des pays d'Europe occidentale, et il a pensé à écrire une thèse sur l'Union soviétique pendant ses études. Schulze-Boysen a réfuté les doutes d'Hugo Buschmann sur la livraison de la littérature avec la remarque suivante : « Je reçois régulièrement Pravda et Izvestiaet je dois les lire », « Mon département exige une étude approfondie de cette littérature. De plus, nous sommes des alliés de la Russie soviétique."

## Activités politiques
En 1928, Schulze-Boysen rejoignit le Jungdeutscher Orden (Ordre des jeunes Allemands), une organisation de jeunesse de la République de Weimar, et la Studentenverbindung (cercle d'étudiants) Albingia. Il étudia le droit à Fribourg-en-Brisgau (Bade-Wurtemberg) et Berlin, sans obtenir de diplôme. En 1930, il soutenait un groupe d'intellectuels nationalistes appelé Volksnationale Reichsvereinigung (Union populaire nationale du Reich) dirigé par Artur Mahraun, et prit contact en 1931 avec la revue française Plans , dont le but était l'instauration d'un système économique collectif au niveau européen. La même année, il publiait dans le journal national-bolchévique Der Gegner, fondé par Franz Jung et inspiré de Plans. Ses sympathies vont à l'URSS, il défend un rapprochement géopolitique entre Berlin et Moscou. Harro Schulze-Boysen déclare à ce propos : « Les nationalistes bourgeois et les socialistes réformistes de notre pays espèrent, par la fusion des intérêts capitalistes, consolider les bases de la société actuelle. C'est le but même de « Pan Europe ». Ces tentatives s'intitulent volontiers : « politique de rapprochement », « défense de la civilisation occidentale ». Belle phrase et noble idéologie qui ne font que cacher une cause beaucoup moins noble! La jeunesse allemande n'a d'ailleurs aucune envie d'entreprendre le sauvetage des éléments corrompus de la civilisation et de soutenir les principes périmés qui ne font que barrer les chemins de l'avenir. C'est ainsi que nous nous opposons à toutes les tentatives d'intervention dirigées contre l'Union soviétique, -tentatives qui nous paraissent particulièrement dangereuses ».
En 1932, il organisa les Treffen der revolutionären Jugend Europas (Rassemblements de la jeunesse révolutionnaire européenne), avec plus d'une centaine de participants. Il prônait l'abolition du système capitaliste et la fin du traité de Versailles. Il est le contact allemand de Philippe Lamour et du groupe Ordre nouveau.
En avril 1933, après la prise du pouvoir par les nationaux-socialistes, des chemises brunes saccagèrent les bureaux du Gegner et les membres de rédaction furent déportés dans un camp spécial du 6e régiment SS. Schulze-Boysen fut maltraité et détenu pendant plusieurs jours. Les nazis assassinèrent devant ses yeux son ami juif Henry Erlanger.
Il fut finalement libéré sur l'intervention de ses parents. En mai 1933, il commença à suivre un entraînement de pilote à Warnemünde et, à partir de 1934, il travailla au département des communications du ministère des transports aériens du Reich (Reichsluftfahrtministerium) à Berlin.

## Activités de résistant
À partir de 1935, Schulze-Boysen rassembla autour de lui des anti-fascistes de gauche, notamment des anciens amis de Der Gegner, des artistes, pacifistes, nationaux-bolchéviques et communistes. Le cercle publiait des tracts anti-fascistes. En 1936, il se maria avec Libertas Haas-Heye, employée de presse de la Metro-Goldwyn-Mayer, qui rejoignit le cercle de résistance. En 1939, Schulze-Boysen prit contact avec Arvid Harnack et son propre groupe, ainsi qu'avec les communistes  Hilde et Hans Coppi. De ces réunions émergea ce que la Gestapo allait appeler l'Orchestre rouge (Rote Kapelle).
À partir du printemps 1941, Schulze-Boysen fournit des informations militaires secrètes au service de renseignement étranger du NKGB. Dans le même temps, il construit avec Arvid Harnack le cercle de résistance qui fut nommé après la guerre groupe Schulze-Boysen / Harnack, et qui rassembla plus de cent cinquante adversaires d'Hitler. Ils ont distribué des tracts, mis des slogans sur les bâtiments et soutenu des personnes persécutées. Un cercle plus restreint a collecté des informations pour le renseignement soviétique.
Par l'intermédiaire d'Alexander Korotkov, le représentant du KGB à l'ambassade soviétique à Berlin, Schulze-Boysen a essayé d'avertir de l'invasion allemande imminente de l'Union soviétique.

## Arrestation et mort
En juillet 1942, le département de décryptage du Oberkommando des Heeres réussit à briser le code des transmissions radio du groupe, et la Gestapo entreprend de remonter la filière. Le 31 août, Harro et Libertas Schulze-Boysen sont arrêtés par Horst Kopkow. Harro Schulze-Boysen est torturé. Ses pouces sont brisés. Ses mollets sont broyés. Lors de son procès, il se tient cependant droit pour présenter sa défense et tenter de convaincre ses bourreaux de la justesse de ses vues. Condamnés à mort le 19 décembre, les époux sont exécutés : le 22 décembre 1942 pour Harro, par pendaison, à la prison de Plötzensee, à Berlin. Libertas sera guillotinée trois jours après son époux.

## Souvenir

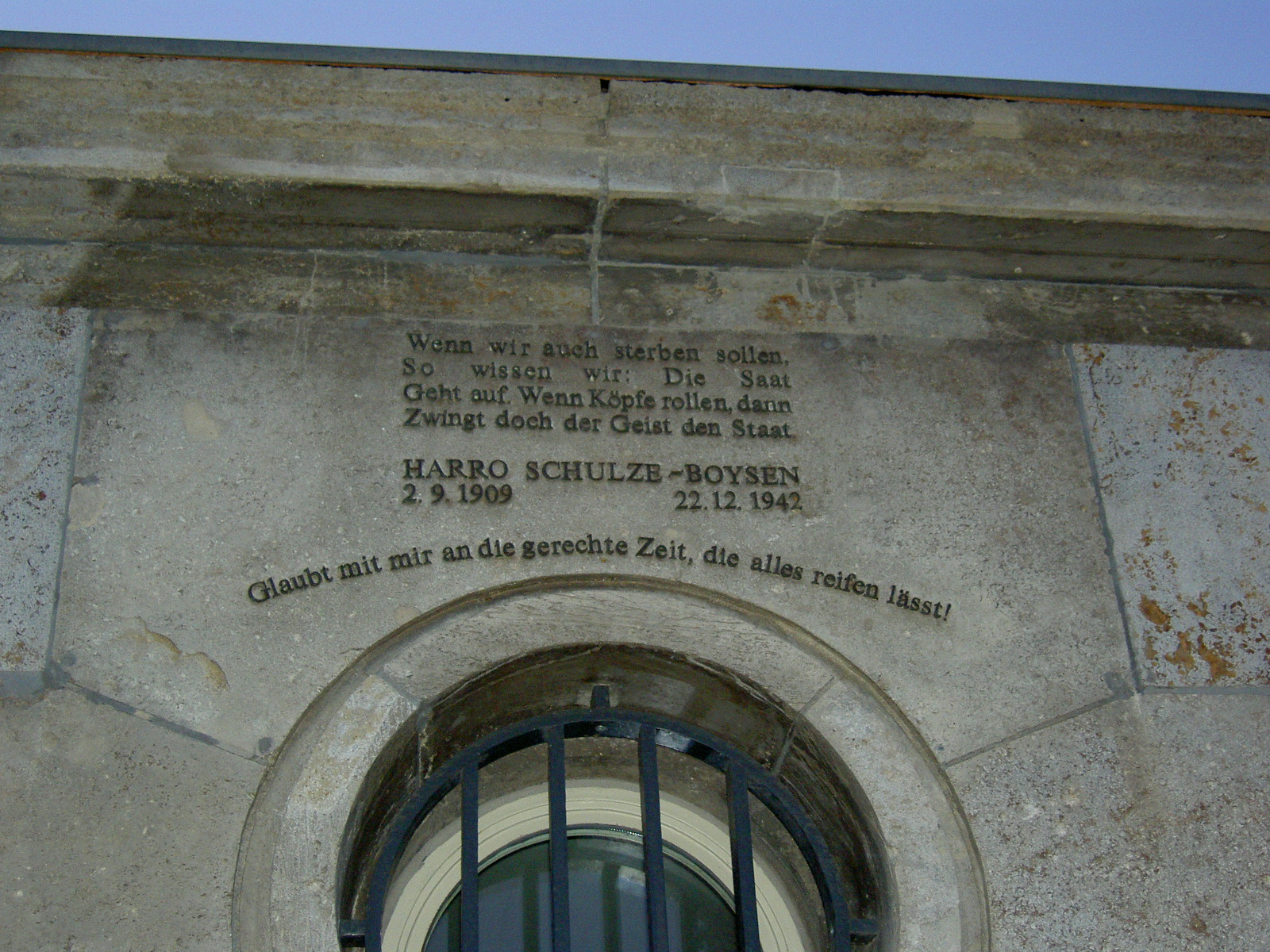
Une citation de Harro Schulze-Boysen sur le fronton du ministère allemand des Finances

En 1972, une rue de Lichtenberg, dans la banlieue berlinoise, est baptisée en l'honneur du couple Schulze-Boysen.
Le fronton du ministère allemand des Finances porte la citation
| « Wenn wir auch sterben sollen, So wissen wir: Die Saat Geht auf. Wenn Köpfe rollen, dann Zwingt doch der Geist den Staat. » « Glaubt mit mir an die gerechte Zeit, die alles reifen lässt! » | « Même si nous devons mourir, Nous savons ceci : la graine porte des fruits. Si les têtes roulent, l'Esprit ébranlera toujours l'État. » « Avec moi croyez en des temps justes où tout mûrira. » |

## Réhabilitation

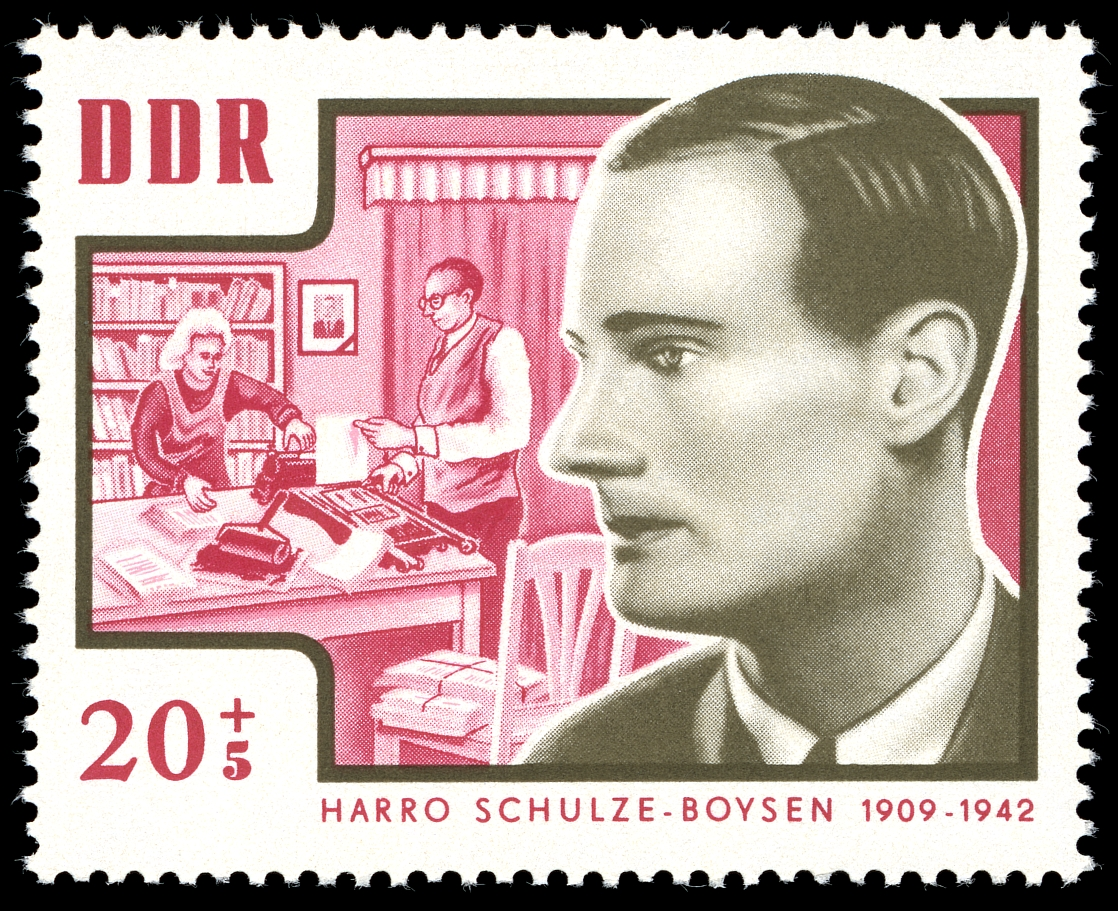
Timbre de la République démocratique allemande de 1964 à l'effigie d'Harro Schulze-Boysen

Harro Schulze-Boysen est considéré comme un héros de la Résistance intérieure au nazisme par la République démocratique allemande, qui lui dédiera un timbre à son effigie.
À la demande de son frère cadet Hartmut Schulze-Boysen, le parquet de Berlin confirme l'annulation de l'arrêt de la cour martiale du Reich contre Schulze-Boysen le 24 février 2006, 63 ans après l'exécution.